# Jongema State
Jongema State eller Jongemastate var en stin (hollandsk, flertal: stinsen; fra vestfrisisk stienhûs, hollandsk: steenhuis, "stenhus", forkortet til stins, flertal stinzen, et landsted) fra det 15. århundrede, der ligger nord for den frisiske landsby Rauwerd, nær begyndelsen af Slachtedijk. Kun porthuset fra 1603 er bevaret fra stinene. På stedet ligger nu Jongemastate Park, forvaltet af It Fryske Gea.

## Historie
Så tidligt som i 1461 blev Jongema Huys, senere ødelagt af ild, beboet af Kempo Jongema. Stinnene, der blev bygget mellem 1515 og 1530, blev beboet i århundreder af familien Van Eijsinga. En mursten på porthuset nævner også dette navn. Den sidste beboer var borgmester Hobbe Baerdt van Slooten. Stinnene blev solgt efter hans afgang og revet ned i 1912. De oprindelige konturer i den oprindelige tilstand er stadig genkendelige på stedet ved markeringer. En informationsplakat i det bevarede porthus nævner, at stedet blev doneret af Van Slooten-familien til It Fryske Gea for fremover at skulle fungere som en spadserepark for befolkningen i Rauwerd.
Oprindelig ejet af Jongma-familien, synes der at have været konflikter i familien.

## Park Jongemastate
Park Jongemastate, lokalt også kendt som Raerder Bosk, er et skovområde i et mere åbent landskab omgivet af en vildgrav og en trægrænse. Mange stirrende planter vokser i parken og det virker som et fugleområde for fugle, især røg og blåhæren. Webstedet forvaltes af It Fryske Gea og er frit tilgængeligt for offentligheden. Et informationspanel er placeret i porthuset.